# Marek Baraniecki
Marek Baraniecki (ur. 16 czerwca 1954 w Gliwicach) – polski pisarz science fiction, dziennikarz. Z zawodu inżynier środowiska.

## Życiorys
Absolwent Politechniki Śląskiej. Od 1976 był dziennikarzem w czasopismach studenckich, m.in. kierownik Gliwickiego Oddziału Tygodnika Studenckiego „Politechnik”. Publikował również artykuły w Tygodniku Społeczno-Kulturalnym „Katolik”.
Pisarsko debiutował w 1983 na łamach miesięcznika Fantastyka opowiadaniem "Karlgoro godzina 18.00", które zostało uznane za najlepsze opowiadanie opublikowane tego roku w tymże miesięczniku. W 1984 zrezygnował z pracy zawodowej na rzecz pisania. Wydał zbiór opowiadań Głowa Kasandry (1985). Za tytułową nowelę otrzymał w 1985 nagrodę im. Janusza A. Zajdla. Nagrodzone opowiadanie miało adaptację radiową, która – czytana w odcinkach w III programie Polskiego Radia – wzbudziła duże zainteresowanie. Ekranizacja natomiast została uniemożliwiona z powodu cenzury – nie można było dojść do porozumienia, jakie symbole miały być na głowicach nuklearnych. Po kilku latach bezowocnych dyskusji na ten temat, zniechęcony Baraniecki zrezygnował z pisarstwa i wrócił do pracy w zawodzie dziennikarza.
Zbiór Głowa Kasandry ukazywał się uzupełniony nowymi opowiadaniami w latach 2008 i 2023.

## Utwory
- Głowa Kasandry
- Karlgoro, godzina 18.00
- Teatr w dolinie ciszy
- Wynajęty człowiek
- Ziarno Kirliana
- Wesele dusz
- Gwiezdny Kupiec
- Dzień grzechu
- Gambit według Piotra